# Vini Fantini-Selle Italia/2013
Deze pagina geeft een overzicht van de Vini Fantini-Selle Italia wielerploeg in 2013.

## Algemeen
Sponsors: Farnese Vini, Selle Italia
Algemeen Manager: Angelo Citracca
Ploegleiders: Luca Scinto, Christian Valente, Luca Amoriello

## Renners
| Naam                     | Geboortedatum | Nationaliteit | Ploeg 2012                |
| ------------------------ | ------------- | ------------- | ------------------------- |
| Rafael Andriato          | 20-10-1987    | Brazilië      |                           |
| Stefano Borchi           | 09-03-1987    | Italië        |                           |
| Ramon Carretero Marciags | 26-11-1990    | Panama        | Movistar Continental Team |
| Francesco Chicchi        | 27-11-1980    | Italië        | Omega Pharma-Quickstep    |
| Pierpaolo De Negri       | 05-06-1986    | Italië        |                           |
| Roberto De Patre         | 13-09-1988    | Italië        |                           |
| Francesco Failli         | 16-12-1983    | Italië        |                           |
| Mauro Finetto            | 10-05-1985    | Italië        | Liquigas-Cannondale       |
| Stefano Garzelli         | 16-07-1973    | Italië        | Acqua & Sapone            |
| Oscar Gatto              | 01-01-1985    | Italië        |                           |
| Leonardo Giordani        | 27-05-1977    | Italië        |                           |
| Kevin Hulsmans           | 11-04-1978    | België        |                           |
| Luca Mazzanti            | 04-02-1974    | Italië        |                           |
| Michele Merlo            | 07-08-1984    | Italië        | Team WIT                  |
| Luigi Miletta            | 08-09-1988    | Italië        | Gragnano Sporting Club CL |
| Cristiano Monguzzi       | 31-08-1985    | Italië        |                           |
| Jonathan Monsalve        | 28-06-1989    | Venezuela     | Androni Giocattoli        |
| Mattia Pozzo             | 26-01-1989    | Italië        | GSC Viris Masserati A.S.D |
| Alessandro Proni         | 28-12-1982    | Italië        |                           |
| Matteo Rabottini         | 14-08-1987    | Italië        |                           |
| Junya Sano               | 03-11-1982    | Japan         | Team Nippo                |
| Fabio Taborre            | 05-06-1985    | Italië        | Acqua & Sapone            |

## Belangrijke overwinningen
| Ronde van Táchira 2e etappe: Michele Merlo 10e etappe: Cristiano Monguzzi Ronde van Langkawi 4e etappe: Francesco Chicchi 10e etappe: Francesco Chicchi Dwars door Vlaanderen Winnaar: Oscar Gatto GP Industria & Artigianato-Larciano Winnaar: Mauro Santambrogio Ronde van Italië 14e etappe: Mauro Santambrogio Ronde van Japan 3e etappe: Pierpaolo De Negri Ronde van Kumano Proloog: Mattia Pozzo 1e etappe: Michele Merlo 3e etappe: Mattia Pozzo Riga GP Winnaar: Francesco Chicchi Jurmala GP Winnaar: Francesco Chicchi | Ronde van Venezuela 8e etappe: Stefano Borchi Ronde van Rio de Janeiro 2e etappe: Rafael Andriato |

2007 · 2008 · 2009 · 2010 · 2011 · 2012 · 2013 · 2014 · 2015 · 2016